# Stéphanie a Belgiei
Prințesa Stéphanie a Belgiei (n. 21 mai 1864 – d. 23 august 1945) a fost soția Prințului Moștenitor Rudolf al Austriei. A fost fiica regelui Leopold al II-lea al Belgiei și a soției lui, Marie Henriette de Austria, și s-a născut la Castelul regal Laeken. Bunicul ei a fost primul rege al belgienilor, iar mătușa ei a fost împărăteasă a Mexicului.
Copilăria sa a fost marcată de o educație aspră, din cauza neînțelegerilor dintre părinții și a morții singurului ei frate, prințul Leopold, în 1869. În 1876, tatăl său a început colonizarea statului Congo, care i-a adus o avere imensă.

## Prima căsătorie

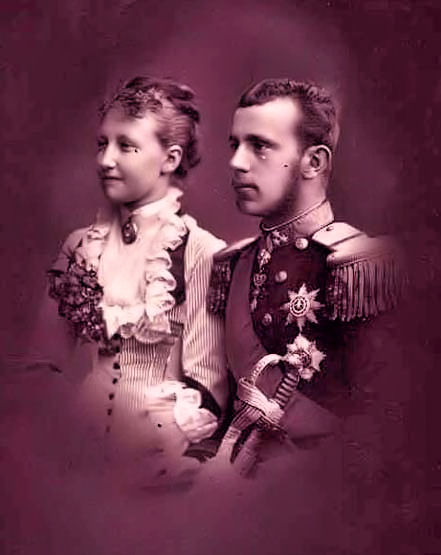
Stéphanie și Rudolf la puțin timp după căsătorie.

Sora ei mai mare, Louise-Marie, s-a căsătorit în 1875 cu prințul Filip de Saxa-Coburg și Gotha, ofițer austriac și prieten al arhiducelui moștenitor al Austriei, Rudolf, și petrecea zile frumoase la curtea imperială austriacă. 
La 10 mai 1881, cu câteva săptămâni înainte să împlinească 17 ani, Stéphanie s-a căsătorit la Viena cu Rudolf, singurul fiu al împăratului Franz Joseph al Austriei și al Elisabetei de Bavaria (Sisi). Printre oaspeți au fost și viitorul rege Eduard al VII-lea al Regatului Unit și nepotul său, viitorul împărat german Wilhelm al II-lea.
Astronomul austriac Johann Palisa a numit asteroidul pe care l-a descoperit în 1881 "220 Stephania" după prințesa moștenitoare a Austriei.
Singurul lor copil, Arhiducesa Elisabeta Maria a Austriei, numită în familie "Erzsi", s-a născut la castelul Laxenburg la 2 septembrie 1883. Stéphanie a primit puțin ajutor din partea familiei imperiale în timpul căsniciei. În 1889 Rudolf a fost găsit mort la Mayerling, împreună cu amanta sa în vârstă de 17 ani, baronesa Maria Vetsera, ca rezultat aparent al unei sinucideri. 
Scandalul care a urmat decesului soțului ei a determinat-o pe Stéphanie să se izoleze de curtea de la Viena. De asemenea, ea avea o relație proastă cu tatăl ei, Leopold al II-lea al Belgiei.

## A doua căsătorie

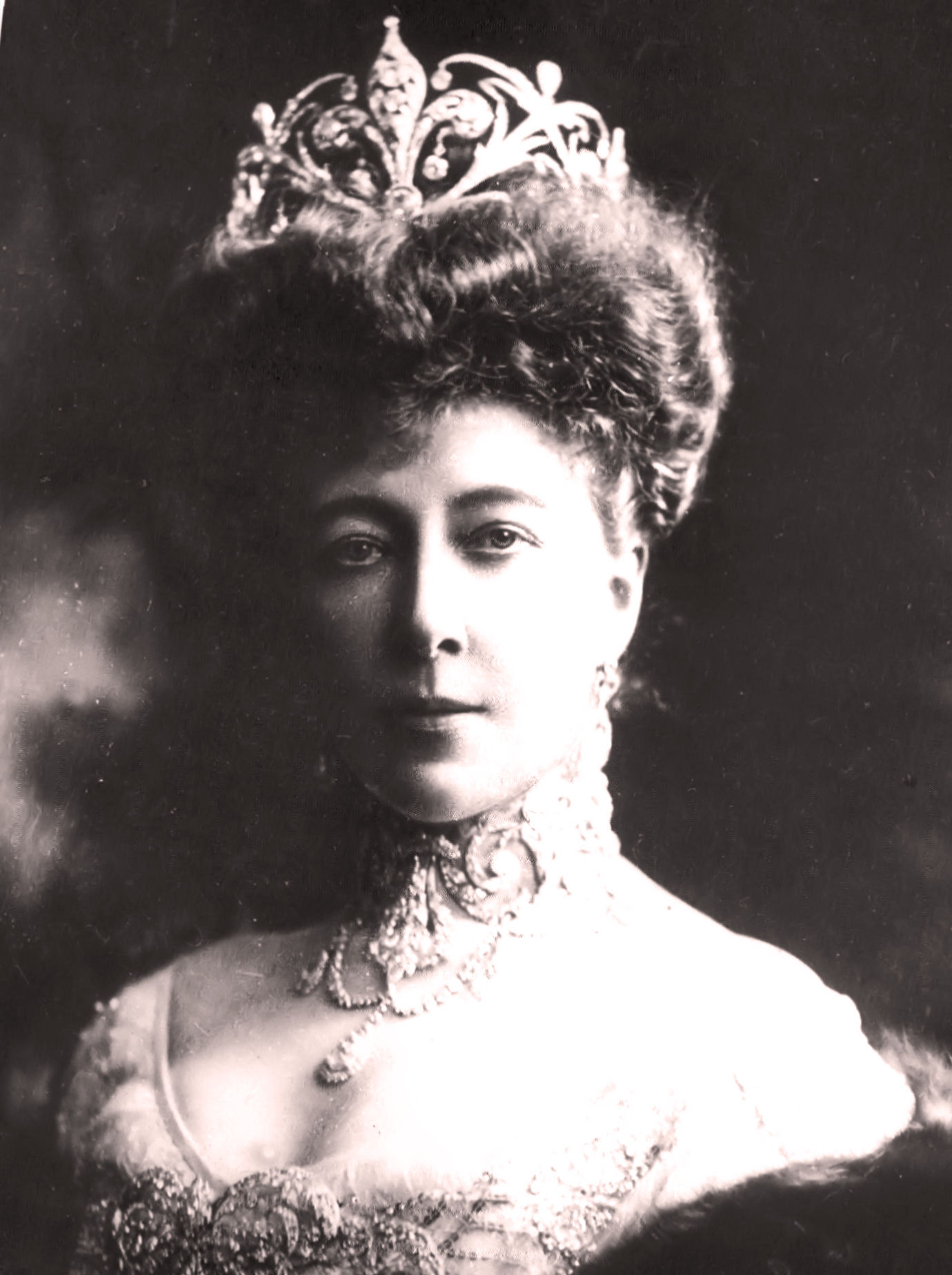
Stéphanie, contesă Lonyay

La 22 martie 1900 la Miramare, Italia (pe atunci parte a Austro-Ungariei), spre dezgustul tatălui ei, Stéphanie s-a căsătorit cu contele Elemér Lónyay de Nagy-Lónya et Vásáros-Namény, un conte maghiar care a fost ridicat în 1917 la rangul de Fürst de către împăratul Austriei. 
Stéphanie și noul ei soț au locuit la castelul lui din vestul Ungariei (astăzi în Slovacia).
În 1934 și-a dezmoștenit fiica care a divorțat de prințul Otto de Windisch-Grätz pentru a trăi cu un deputat socialist, iar în 1937 și-a scris memoriile intitulate Ich Sollte Kaiserin Werden (Trebuia să fiu împărăteasă). 
Stéphanie a murit la 23 august 1945 la Pannonhalma, la vârsta de 81 de ani.